# Frústula

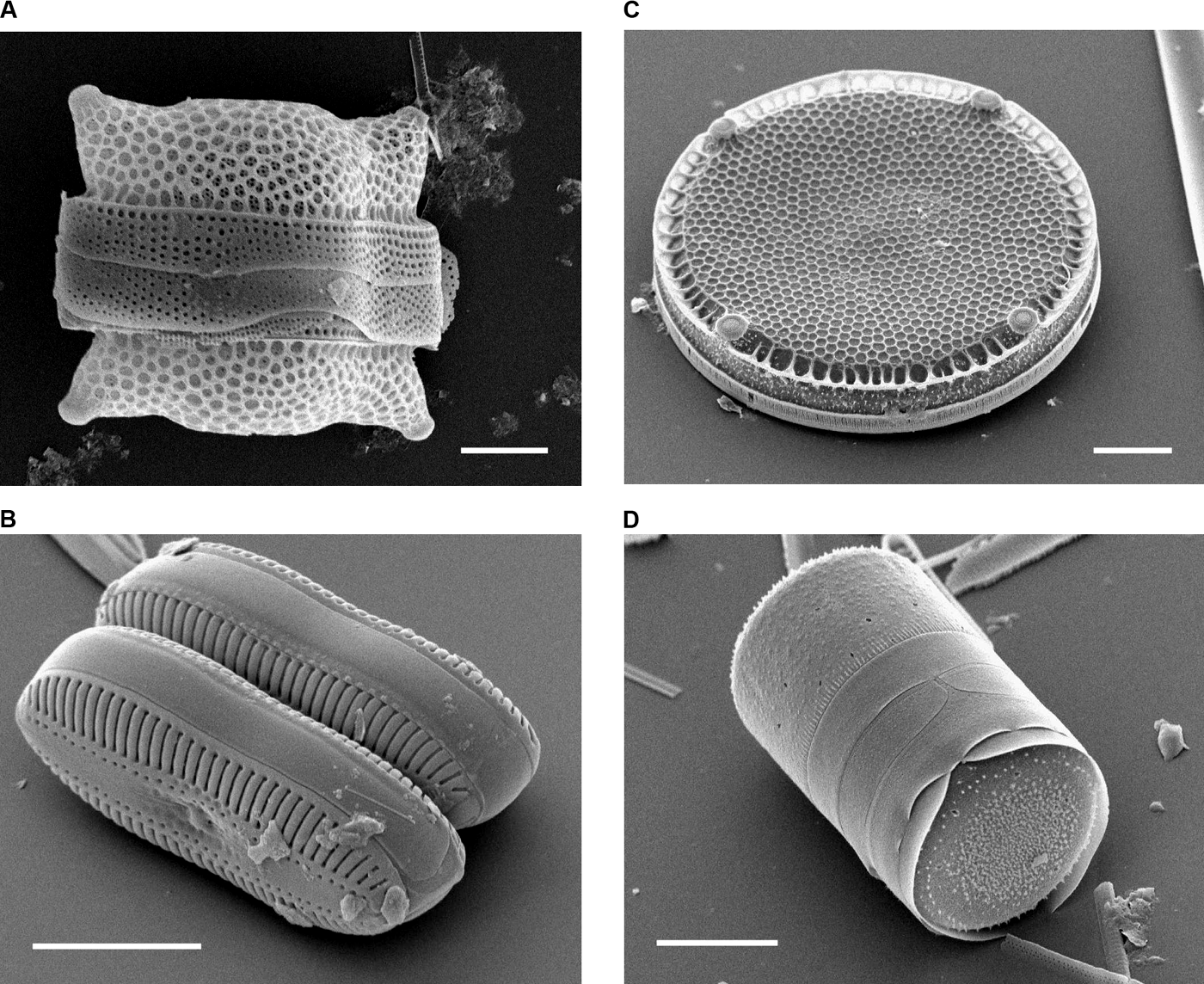
Frústulas de algumas espécies de diatomáceas

A frústula é a parede celular ou camada externa, dura e porosa, das diatomáceas. A frústula é composta por sílica quase pura, formada a partir de ácido silícico, e é coberta por uma camada de uma substância orgânica, que era referida na literatura mais antiga como pectina, uma fibra comum nas paredes celulares de planta. Essa camada é sim composta de diversos tipos de polissacáridos.

## Tecas
A estrutura da frústula é normalmente composta de duas secções sobrepostas, denominadas tecas (ou valvas). A ligação entre as duas tecas é suportado por bandas de sílica, que as mantêm juntas. Esta sobreposição permite algum espaço para expansão interna e é essencial durante o processo reprodutivo. A frústula também contém muitos poros e ranhuras que providenciam à diatomácea o acesso ao ambiente externo, para processos como excreção de água e mucilagem.
As tecas recebem a seguinte designação:
- Epiteca (ou epivalva) — a teca maior, por vezes designada por superior;
- Hipoteca (ou hipovalva) — a teca menor, por vezes designada por inferior.